# Forestland
Forestland hrvatski je glazbeni festival elektronske glazbe koji se održava u Međimurju od 2013. godine. Festival se tradicionalno održava u naselju Brezje, u općini Sveti Juraj na Bregu, u ambijentu šuma i livada poznatom kao Forestland Park.
Nastao kao inicijativa nekolicine mladića iz Međimurja, Forestland je kroz godine prerastao u najveći hrvatski festival elektronske glazbe izvan Jadrana. 
Festival se tradicionalno održava sredinom srpnja u formatu koji traje 48 sati - od petka u podne do nedjelje u podne. 
Kroz proteklih 12 festivalskih izdanja, Forestland je ugostio preko četiri stotine izvođača iz cijelog svijeta. Nastupali su pjevači i DJ-i iz Europe, SAD-a i Australije. Festival se fokusira na elektroničku glazbu, hip-hop, trap i R'n'B, ali u novije vrijeme proširuje svoj zvučni identitet uključujući i rock-elektro umjetnike.
Festival je kroz godine ugostio brojne poznate izvođače kao što su: Fedde le Grand, Shaquille O'Neal kao DJ Diesel, Buba Corelli, Jala Brat, Mauro Picotto, High5, Senidah, Baby Lasagna, Hiljson Mandela, Miach i drugi.
Festival ima tri glavne pozornice, kampiranje u neposrednoj blizini festivala, 200 metara dugi zipline, kućice s hranom i ostalo. Ima pozornicu posvećenu ženskim DJ-icama i specijaliziranu pozornicu za hip-hop i trap glazbu.